# 尖瓣异叶茴芹
尖瓣异叶茴芹（学名：Pimpinella diversifolia var. angustipetala）为伞形科茴芹属异叶茴芹的变种。分布于中国大陆的四川等地，目前尚未由人工引种栽培。